# Ким Стенли Робинсон
Ким Стенли Робинсон (енгл. Kim Stanley Robinson) је амерички писац научне фантастике. Објавио је деветнаест романа и велики број кратких прича, али је најпознатији по делу Марсовска трилогија. Теме његових романа и прича су најчешће екологија, култура и политика, а главни ликови су често научници. Освојио је велики број награда за своја дела, међу којима се истичу „Хуго” за најбољи роман, „Небула” за најбољи роман и Светска награда за фантастику. Њујоршки часопис Атлантик Робинсонова дела описао је као „златни стандард за реалистично писање научне фантастике”. Други наводе да је „Робинсон један од највећих живих писаца научне фантастике”.
Робинсон је од 1982. у браку са Лисом, која је по професији хемичар животне средине. Иамју два сина. Живели су у Вашингтону, Калифорнији, а у једном периоду током 1980их и у Швајцарској. Тренутно живи у Дејвису.
Себе описује као страственог заљубљеника у шетњу по природи. Највише се креће по планинском венцу Сијера Невада, и истиче да те шетње имају великог утицаја на виђење света.